# 3개의 얼굴들
《3개의 얼굴들》(페르시아어: سه رخ)은 2018년 개봉한 이란의 드라마 영화이다. 자파르 파나히가 감독과 공동각본을 맡았다. 2018 칸 영화제 각본상 수상작이다.

## 출연

### 주연
- 베나즈 자파리 : 본인 역
- 자파르 파나히 : 본인 역

### 조연
- 마르지예 레자에이 : 본인 역
- 마에데 에르테가가에이 : 본인 역
- 나르게스 델라람 : 본인 역

## 기타
- 프로듀서: 자파르 파나히

## 수상
- 2018년 제23회 부산국제영화제 후보 아시아영화의 창
- 2018년 제71회 칸영화제 수상 각본상 - 자파르 파나히
- 2018년 제56회 뉴욕영화제 후보 장편 상영작
- 2018년 제37회 벤쿠버국제영화제 후보 컨템포러리 월드 시네마
- 2018년 제43회 토론토국제영화제 후보 마스터스 부문
- 2018년 제66회 산세바스티안국제영화제 후보 Perlak
- 2018년 제55회 금마장 후보 마스터 클래스
- 2018년 제67회 멜버른 국제 영화제 후보 헤드라이너
- 2018년 제53회 카를로비바리 국제 영화제 후보 수평선부문
- 2018년 제38회 하와이국제영화제 후보 어워드버즈
- 2018년 제49회 인도국제영화제 후보 페스티벌 칼레이도스코프
- 2018년 제19회 샌디에고 아시안 영화제 후보 마스터즈
- 2018년 제62회 런던 국제 영화제 후보 저니
- 2018년 제41회 밀 밸리 영화제 후보 마인드 더 캡, 세계영화
- 2018년 제65회 시드니 영화제 후보 스페셜 프레젠테이션, 중동영화, 칸으로부터
- 2018년 제20회 리우 데 자네이루 국제영화제 후보 월드 파노라마
- 2019년 제45회 시애틀국제영화제 후보 현대 세계 영화
- 2019년 제20회 도쿄필름엑스 후보 특별상영
- 2019년 제42회 예테보리국제영화제 후보 마스터즈
- 2019년 제9회 북경국제영화제 후보 더 벨트 앤 로드